# Teatro de Backa
Teatro de Backa (Backa Teater, en sueco) es un teatro y compañía de teatro en Gotemburgo, Suecia, especializada en teatro para jóvenes y niños. Cuando se inició en la década de 1970 se fue de gira de la compañía, pero después de algunos años se instaló en un vieja fábrica, que fue reformada. Backa Teater tiene una buena reputación en Suecia y ha sido nombrado como el teatro nacional de la juventud por el gobierno sueco. La compañía fue creada por el director Eva Bergman y más tarde fue dirigida por Mattias Andersson, quien tiene experiencia como actor en Backa Teater. La compañía ha tenido el privilegio de establecer recién escrito obras de teatro, por ejemplo, En un oscuro lugar al norte, que fue escrito por Mattias Andersson. El teatro estrenó nuevas instalaciones en otoño de 2007.